# 彼らと僕、私と自分はみんな仲よし
『彼らと僕、私と自分はみんな仲よし』（かれらとぼく、わたしとじぶんはみんななかよし）は、男闘呼組の映像作品。
VHSは1992年11月1日発売。発売元はRCA/BMGビクター。

## 概要
5月20日、21日にクラブチッタ川崎で行われたライブ『Live at CLUBCITTA’川崎「そろそろやっか！」』のライブ映像と、ミュージックビデオが収録されている。
2022年8月時点で未DVD化。

## 収録曲
太文字はPV映像
1. 彼ら [LIVE]
2. 僕 [LIVE]
3. みんな仲よし
  - サポートメンバー（ドラム）の平山牧伸の実家が営んでいる幼稚園で撮影された。
4. インディアンの丘で [LIVE]
5. 秋 -It's a ballad- [LIVE]
6. THURSDAY MORNING
7. 幻影 [LIVE]
8. THE FRONT
9. やってるね [LIVE]
10. 眠りにつく前に